# مرکز آموزشی صحرا
مرکز آموزشی صحرا (انگلیسی: Desert Training Center)، یا (DTC) بخشی از نیروی زمینی ایالات متحده بود که در سال ۱۹۴۲ با آموزش در بیابان سونورا در جنوب کالیفرنیا و غرب آریزونا کار خود را آغاز کرد.
مأموریت این شاخه، آموزش تکنیک‌های نظامی در بیابان برای مبارزه‌های صحرایی بود که زیر نظر ژنرال جرج پتن قرار داشت.